# Копитела (Фођа)
Копитела (итал. Coppitella) је насеље у Италији у округу Фођа, региону Апулија.
Према процени из 2011. у насељу је живело 214 становника. Насеље се налази на надморској висини од 56 м.